# Dickeyville (Wisconsin)
Dickeyville ist eine Kleinstadt (mit dem Status „City“) im Grant County im US-amerikanischen Bundesstaat Wisconsin. Im Jahr 2010 hatte Dickeyville 1061 Einwohner.

## Geografie
Dickeyville liegt im Südwesten Wisconsins, wenige Kilometer östlich des Mississippi. Die geografischen Koordinaten von Dickeyville sind 42°37'39" nördlicher Breite und 90°35'34" westlicher Länge. Die Stadt erstreckt sich über eine Fläche von 2,3 km².
Dickeyville liegt rund 10 km östlich des Mississippi im Südwesten von Wisconsin. Durch den Ort führen die hier auf der gleichen Route verlaufenden Wisconsin State Route 35 und der U.S. Highway 61, welche hier ein Bestandteil der Great River Road sind. Etwa 1 km südlich des Ortes treffen diese auf den U.S. Highway 151 und führen mit diesem gemeinsam auf einer vierspurig ausgebauten Straße südwärts.
Von Dickeyville bis in das auf dem gegenüber liegenden Mississippiufer gelegene Dubuque in Iowa sind es 18 km, bis in das auf dem Ostufer gelegene East Dubuque in Illinois sind es über weniger ausgebaute Landstraßen 19 km, davon bis zur Staatsgrenze 15 km.

## Bevölkerung
Nach der Volkszählung im Jahr 2010 lebten in Dickeyville 1061 Menschen in 459 Haushalten. Die Bevölkerungsdichte betrug 461,3 Einwohner pro Quadratkilometer. In den 459 Haushalten lebten statistisch je 2,31 Personen.
Ethnisch betrachtet setzte sich die Bevölkerung zusammen aus 99,1 Prozent Weißen, 0,2 Prozent Afroamerikanern sowie 0,4 Prozent aus anderen ethnischen Gruppen; 0,4 Prozent stammten von zwei oder mehr Ethnien ab. Unabhängig von der ethnischen Zugehörigkeit waren 0,4 Prozent der Bevölkerung spanischer oder lateinamerikanischer Abstammung.
24,0 Prozent der Bevölkerung waren unter 18 Jahre alt, 55,9 Prozent waren zwischen 18 und 64 und 20,1 Prozent waren 65 Jahre oder älter. 50,4 Prozent der Bevölkerung war weiblich.
Das mittlere jährliche Einkommen eines Haushalts lag bei 48.092 USD. Das Pro-Kopf-Einkommen betrug 23.685 USD. 10,0 Prozent der Einwohner lebten unterhalb der Armutsgrenze.